# Philautus pallidipes
Philautus pallidipes är en groddjursart som först beskrevs av Barbour 1908.  Philautus pallidipes ingår i släktet Philautus och familjen trädgrodor. IUCN kategoriserar arten globalt som sårbar. Inga underarter finns listade i Catalogue of Life.